# Leonardianna pimentae
Leonardianna pimentae är en insektsart som först beskrevs av Robert Newstead 1917.  Leonardianna pimentae ingår i släktet Leonardianna och familjen pansarsköldlöss.
Artens utbredningsområde är Jamaica. Inga underarter finns listade i Catalogue of Life.